# Olusegun Agagu
Olusegun Kokumo Agagu (16 de febrero de 1948 - 13 de septiembre de 2013) fue un político nigeriano que fue gobernador del Estado de Ondo en Nigeria del 29 de mayo de 2003 hasta febrero de 2009, cuando un tribunal anula su reelección como gobernador a causa de irregularidades electorales. Fue reemplazado como gobernador de estado de Ondo por Olusegun Mimiko, su rival político, sobre la base de una orden judicial. Su nombre, Olusegun, significa "Dios es victorioso". Fue miembro del Partido Democrático del Pueblo (PDP).
Según los informes, se desplomó y murió el 13 de septiembre de 2013 en Ibadan.